# Peixe-porco-malhado
O peixe-porco-malhado (Acreichthys tomentosus), é uma espécie de peixe ósseo de pequeno porte, pertencente a ordem Tetraodontiformes e a família Monacanthidae, é primo distante dos baiacus. É conhecido por ser um peixe pacífico e relativamente tímido, muitas vezes encontrado em pares ou pequenos grupos, tende a preferir áreas com uma boa quantidade de esconderijos, onde pode se refugiar durante o dia e se aventurar à noite para se alimentar. Estes peixes são conhecidos por sua habilidade de se enterrar na areia ou se esconder entre fendas de rochas para evitar predadores. É um peixe muito procurado no aquarismo marinho, pois ajudam no controle de pragas, como anêmonas invasoras do gênero Aiptasia, que frequentemente queimam os peixes em aquários.
O peixe-porco-malhado é nativo do Indo-Pacífico, podendo ser encontrado em recifes de corais costeiros do Sri Lanka, no Oceano Índico para a Indonésia e Nova Caledônia. No Oceano Pacífico são encontrados no sul do Japão, de Okinawa para as Ilhas Ryukyu e Taiwan, possui ocorrências de avistamentos na região do Triângulo de Coral e na Micronésia, além de Palau, Ilhas Salomão e Fiji.